# Xenon Michailidis
Xenon Michailidis (griechisch Ξενον Μιχαηλίδις, auch Zinon Michailidis Ζήνων Μιχαηλίδης) war ein griechischer Sportschütze, der an den Olympischen Sommerspielen 1896 in Athen teilnahm. Er trat zum Wettbewerb im Dienstgewehrschießen an, wo jedoch kein Ergebnis und keine Platzierung von Michailidis bekannt sind. Sicher ist nur, dass er nicht unter die ersten fünf kam. Michailidis trat ebenfalls mit dem freien Gewehr über 300 Meter an. Auch in diesem Wettbewerb sind keine genauen Ergebnisse seinerseits bekannt, er ist jedoch auch hier nicht unter die ersten fünf gekommen.